# Stenostomum arevaloi
Stenostomum arevaloi är en plattmaskart. Stenostomum arevaloi ingår i släktet Stenostomum och familjen Stenostomidae. Inga underarter finns listade i Catalogue of Life.